# 유평 (후한)
유평(劉平, ? ~ ?)은 후한 초기의 황족이자 관료로, 자는 공자(公子)이며 초군 팽성현(彭城縣) 사람이다. 본래 이름은 유광(劉曠)이었는데, 명제 때 바꾸었다.

## 생애
신나라 때 군리(郡吏) 되었고, 수습직으로 치구장(菑丘長)이 되어 잘 다스렸다. 이후 군에서는 속현에 도적이 창궐할 때마다 유평을 시켜 현을 지키게 하였다.
경시제 때, 천하가 혼란하였다. 동생 유중(劉仲)이 도적에게 죽었고, 유평은 어머니를 모시고 피난길에 올랐다. 유중에게는 한 살짜리 유복녀가 있었는데, 유평은 유중의 딸을 끌어안고 자기 아들을 내쳤다. 어머니가 다시 데려오려 하자, 유평은 둘 다 살릴 수는 없으니 유중의 핏줄을 살려야 한다며 뒤돌아보지도 않고 떠났다.
유평은 어머니와 함께 들에서 숨어살았다. 아침에 먹을 것을 구하러 나왔다가 식인을 하는 도적들과 마주치고 말았는데, 유평은 어머니께 음식을 바치고 돌아와서 죽게 해달라고 울며 간청하였다. 도적들은 유평의 정성에 감복하여 그를 보내주었고, 유평은 어머니께 음식을 바치고는 도적들을 속일 수 없다며 정말로 잡아먹히러 갔다. 도적들은 차마 유평을 먹지 못하고 돌려보냈다.
후한 건무 5년(29년) 3월, 평적장군(平狄將軍) 방맹이 팽성에서 반란을 일으켜 초군태수 손맹(孫萌)을 습격하였다. 이때 군리를 지내고 있었던 유평은 쓰러진 손맹의 위에 엎드려 일곱 차례나 대신 찔렸고, 반란군은 유평의 충의에 탄복하여 더는 찌르지 않고 돌아갔다. 기절한 손맹이 깨어나 마실 것을 구하자 자신의 상처에서 흘러나온 피를 먹였고, 며칠 후 결국 손맹이 죽자 장사지내고 고향으로 돌아갔다.
이후 효렴으로 천거되어 제음군의 승(丞)이 되었고, 태수 유육(劉育)에게 중용되어 군의 업무를 맡았다. 조정에 천거되었으나 부친상을 당하여 벼슬자리에서 물러났고, 복상 후 전초령(全椒令)에 임명되었다.
전초에 부임한 유평은 관리들에게 닷새에 한 번만 조회하게 하였고, 관청의 문을 열고 모두 농사에 힘쓰게 하였다. 백성들은 유평을 존경하여 스스로 세금을 더 내거나 부역에 나섰고, 연로한 이들은 일부러 나이를 줄여서 나오기도 하였다. 자사가 전초에 감찰을 나와보니 죄수가 하나도 없고 백성들에게는 모두 생업이 있었기 때문에, 달리 감찰할 것이 없어서 조서만 반포하고 갔다. 또 전초에는 범이 많아 피해가 컸었는데, 유평이 부임하여 유생을 비롯한 어진 이를 등용하고 탐욕스럽고 포학한 자를 쫓아내니, 몇 달 후 범들은 강수를 건너 그곳을 떠났다.
이후 병으로 면직되었다. 명제 초기에 상서복야(尙書僕射) 종리의의 천거로 왕망·왕부와 함께 의랑(議郞)이 되었고, 영평 3년(60년)에 종정으로 승진하였다. 종정을 지내는 동안 승궁·순임 등 명사들을 천거하였다.
8년 후 늙어서 병들어 은퇴하였고, 집에서 죽었다.

## 출전
- 화교, 《후한서》(後漢書) [이방, 《태평어람》 권267에 인용]
- 범엽, 《후한서》 권39 유조순우강유주조열전